# Fédération internationale de course d'orientation
Pour les articles homonymes, voir IOF.
La Fédération internationale de course d'orientation (International Orienteering Federation en anglais, en abrégé IOF) est une fédération sportive internationale groupant les fédérations nationales de course d'orientation.
L'IOF a été fondée le 21 mai 1961 à la suite d'un congrès à Copenhague et a compté jusqu'en 1969 uniquement des nations européennes. En 1977 elle est reconnue par le CIO. Elle est actuellement dirigée par Leho Haldna. Le siège de la fédération se trouve actuellement à Karlstad en Suède qui a remplacé l'ancien siège d'Helsinki en Finlande en 2016.
Elle est affiliée à l'association des fédérations internationales de sports reconnues par le Comité international olympique, l'association internationale des Jeux mondiaux et l'association générale des fédérations internationales de sports.
L'IOF organise de nombreuses compétitions internationales, y compris les Championnats du monde de course d'orientation. 

## Composition

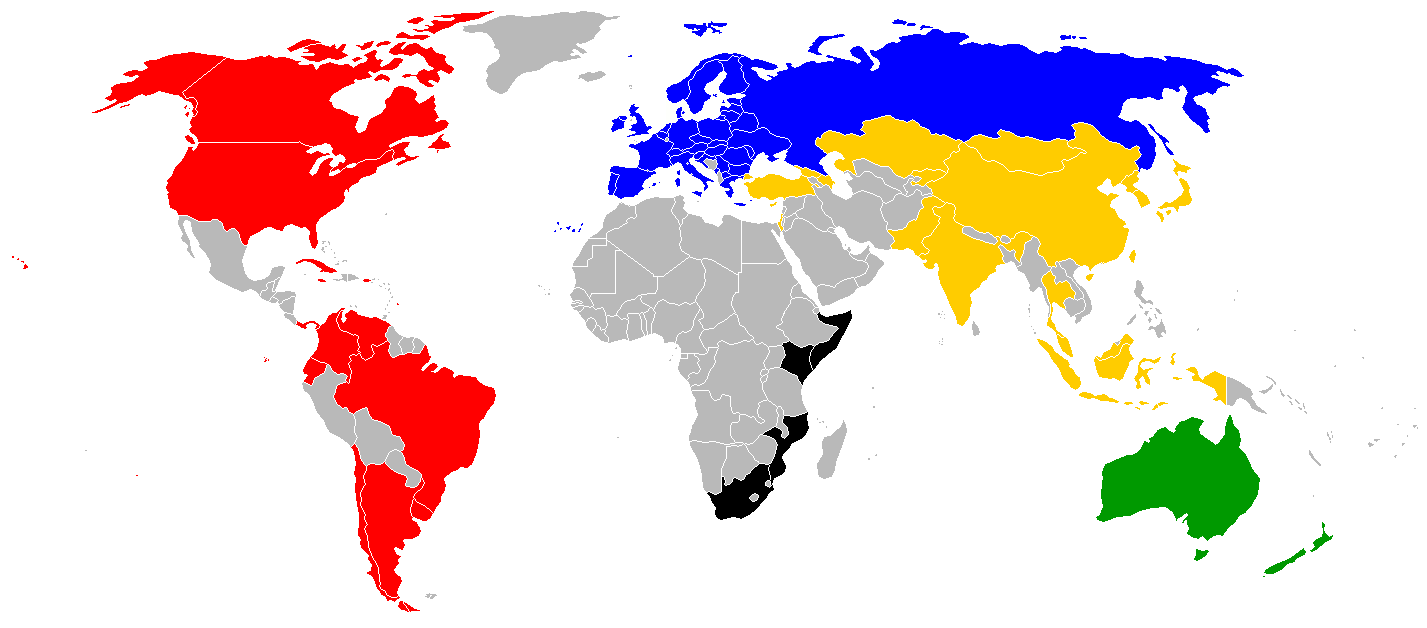
Carte des membres en 2013

En 2018, 71 fédérations nationales, classées en 6 régions, sont membres de la fédération internationale.
| Afrique                                                     | Amériques | Asie | Europe | Océanie                        |
| ----------------------------------------------------------- | --- | --- | --- | ------------------------------ |
| - Afrique du Sud - Cameroun - Égypte - Mozambique - Ouganda | Amérique du Nord - Barbade - Canada - Cuba - République dominicaine - États-Unis Amérique du Sud - Argentine - Brésil - Chili - Colombie - Équateur - Uruguay | - Chine - Corée du Nord - Corée du Sud - Hong Kong - Inde - Indonésie - Japon - Kazakhstan - Kirghizistan - Malaisie - Pakistan - Népal - Taipei chinois | - Allemagne - Autriche - Azerbaïdjan - Belgique - Biélorussie - Bulgarie - Chypre - Croatie - Danemark - Espagne - Estonie - Finlande - France - Géorgie - Hongrie - Irlande - Israël - Italie - Lettonie - Liechtenstein - Lituanie - Macédoine - Moldavie - Monténégro - Pays-Bas - Norvège - Pologne - Portugal - République tchèque - Roumanie - Royaume-Uni - Russie - Serbie - Slovaquie - Slovénie - Suède - Suisse - Turquie - Ukraine | - Australie - Nouvelle-Zélande |